# Not That Kind
Not That Kind je debutové album americké popové zpěvačky Anastacie, které vyšlo v roce 1999. Díky tomuto albu vešla Anastacia hudebním fanouškům v patrnost a její písně jako I'm Outta Love nebo Not That Kind slavily obrovský úspěch.

## Seznam písní
1. Not That Kind
2. I'm Outta Love
3. Cowboys & Kisses
4. Who's Gonna Stop the Rain
5. I Ask of You
6. Don'tcha Wanna
7. Last Last Night
8. Made for Lovin' You
9. Black Roses
10. Yo Trippin
11. One More Chance
12. Same Old Story

## Umístění ve světě
- Austrálie - 1. místo
- Nizozemsko - 1. místo
- Švýcarsko - 1. místo
- Spojené království - 2. místo
- Německo - 2. místo
- Rakousko - 3. místo
- USA - 168. místo

*Celosvětový prodej - 7 milionů